# Dietbert Knöfel
Dietbert Knöfel (* 28. Mai 1936 in Ebersbach/Sa.) ist ein deutscher Mineraloge und Baustoffwissenschaftler. Er prägte über viele Jahre die universitäre Bauchemie in Deutschland.

## Leben und Wirken
Knöfel machte Abitur in Pirna und begann dann ein Studium des Bergbaus an der Ingenieurschule Senftenberg. Nach Übersiedlung in die Bundesrepublik Deutschland musste er hier sein Westabitur nachholen und studierte ab 1955 Mineralogie in Göttingen und Tübingen, wo er 1962 auch promovierte.
Danach arbeitete er bei der Heidelberger Zement AG in leitender Position der zentralen Forschungs- und Beratungsstelle. 1969 wechselte er an die Ingenieurschule für Bauwesen in Siegen. Nach einigen Jahren Lehrtätigkeit folgte er einem Ruf an die Fachhochschule für Technik Stuttgart und kehrte nach einer erneuten Berufung 1980 an die inzwischen zur Universität-Gesamthochschule Siegen überführte Hochschule zurück und gründete dort das Labor für Bau- und Werkstoffchemie. 1984 habilitierte er sich an der Philipps-Universität Marburg mit der Arbeit: "Portlandzementklinker – unter Berücksichtigung der in niedrigen Konzentrationen vorhandenen Elemente". Nach Ablehnung zweier Rufe auf C4-Professuren in Berlin (1985) und Kassel (1991) nahm er 1993 einen Ruf auf die Professur für Bau- und Werkstoffchemie der Universität-Gesamthochschule Siegen an, die er bis zu seinem Ausscheiden aus dem aktiven Dienst innehatte. 
Neben seiner Lehrtätigkeit an der Universität-Gesamthochschule Siegen übernahm Knöfel auch Lehraufgaben am Institut für Mineralogie an der Universität Marburg, am Institut für Baustofftechnologie und Massivbau an der Universität Karlsruhe (1977–1988) und an der ehemaligen Ingenieurschule für Bauwesen in Mainz (1964–1968). 
Seine Lehrtätigkeit beschränkte sich nicht nur auf die Hochschule, er machte sich auch in vielen nationalen und internationalen Lehrgängen in der beruflichen Weiterbildung verdient, u. a. im Haus der Technik (Essen), im Institut für technische Weiterbildung Zürich, im Ingenieurhaus Wien und an der Technischen Akademie Esslingen.
Knöfel engagierte sich in nationalen und internationalen Gremien, u. a. war er Präsident der RILEM-Kommission „Ageing of stone Monuments“, zweiter Vorsitzender der Wissenschaftlich-Technische Arbeitsgemeinschaft für Bauwerkserhaltung und Denkmalpflege (WTA) sowie Mitglied in Normenausschüssen des DIN. Knöfel war Gründungsmitglied und der erste Vorsitzende der Fachgruppe Bauchemie der Gesellschaft Deutscher Chemiker.
Knöfel beschäftigte sich mit Zement und anderen Bindemitteln, beispielsweise Baugipse, Baukalke, Quell- und Schnellbindemitteln, mit Spezialmörteln, mit Fragen der Dauerhaftigkeit und des Bautenschutzes sowie generell mit Bauwerkserhaltung und Instandsetzung. Größere Bedeutung hatten dabei immer wieder auch Fragen der Baudenkmalpflege.
Knöfel ist Autor von über 280 Veröffentlichungen in Zeitschriften bzw. Schriftenreihen und gab vier Bücher heraus, die zum Teil in mehrere Sprachen übersetzt wurden. Sein gemeinsam mit Otto Henning verfasstes, erstmals 1975 erschienenes Buch Baustoffchemie wird seit der 7. Auflage (2014) von D. Stephan fortgeführt. Er war bei mehr als 50 Dissertationen Referent bzw. Korreferent und unter seiner Leitung wurden mehr als 240 Diplomarbeiten verfasst.

## Auszeichnungen
- Hans-Kühl-Medaille der Fachgruppe Bauchemie der Gesellschaft Deutscher Chemiker (2005)
- Georg-Agricola-Medaille der Deutsche Mineralogische Gesellschaft (1999)

## Belege
- Karl Georg Böttger u. a. (Hrsg.): Bauchemie heute: Fakten, Modelle, Anwendungen. Festschrift zum 60. Geburtstag von Prof. Dr. D. Knöfel. Dissertations-Druck Darmstadt, 1996.
- Kürschners Deutscher Gelehrten Kalender. Verlag de Gruyter, München 2014.

| Personendaten    | Personendaten                                    |
| ---------------- | ------------------------------------------------ |
| NAME             | Knöfel, Dietbert                                 |
| KURZBESCHREIBUNG | deutscher Mineraloge und Baustoffwissenschaftler |
| GEBURTSDATUM     | 28. Mai 1936                                     |
| GEBURTSORT       | Ebersbach/Sa.                                    |